# Margot Lemire
Pour les articles homonymes, voir Lemire.
Margot (Marguerite) Lemire, née le 17 décembre 1946 à Poularies (Québec) et morte le 10 mars 2024 à Amos (Québec), est une écrivaine, poète et dramaturge québécoise.

## Biographie
Écrivaine, poète et dramaturge abitibienne, Margot Lemire est née le 17 décembre 1946 à Poularies en Abitibi-Ouest. Diplômée en enseignement, elle enseigne d’abord le français au niveau secondaire tout en s’impliquant comme militante syndicale,. Elle est également chargée de cours à l’Université du Québec en Abitibi-Témiscamingue en animation des collectivités. Après environ quinze ans de travail en enseignement, elle quitte ce secteur pour se consacrer à l’écriture et à l’animation sociale,.
Elle œuvre dans le milieu communautaire et devient la première directrice générale de la Corporation de développement communautaire d’Amos-région pour ensuite travailler au Conseil régional de développement de l’Abitibi-Témiscamingue (CRDAT),,. En 2002, elle siège sur le comité de travail, puis sur le comité d’implantation du Réseau livre savoir, l’université du troisième âge en Abitibi-Témiscamingue.
Elle publie trois recueils de poésie et un recueil de chroniques, en plus de signer plusieurs textes pour la scène et diverses publications. Elle participe à de nombreuses soirées de poésie en Abitibi-Témiscamingue et au Québec, donne des ateliers d’écriture dans les écoles, du primaire jusqu’au niveau universitaire et à titre d’autrice, participe au Salon du livre de l’Abitibi-Témiscamingue.

### La Pariole et Le Show de La Motte
L’écrivaine élit domicile dans le village de La Motte où elle s’implique activement. En 1994, elle co-fonde l’organisme culturel La Pariole avec Paul Ouellet, Jocelyne Wheelhouse, Valérie Jacob et Ariane Ouellet. En 1995, elle est l’une des cofondatrices du Show de La Motte qui est produit par La Pariole,,. À travers les années, la poète y présente plusieurs textes et poèmes,. Un hommage est rendu à l'artiste lors de la 25e édition du Show de La Motte en avril 2023.
En 2012, son texte intitulé La Motte, mon village en Abitibi remporte la première édition du concours Mon village, c’est le meilleur!, organisé par le magazine Vivre à la campagne,.

### Les Chants de mes déparlures
En 2023, l’Ensemble Aiguebelle présente une tournée de concerts intitulée Les Chants de mes déparlures. Inspirées des poèmes de Margot Lemire, les œuvres musicales ont été composées par Jacques Marchand, chef d’orchestre de l'Orchestre symphonique régional de l’Abitibi-Témiscamingue. Ce deuxième cycle fait suite, 20 ans plus tard, à un premier concert intitulé Les Chants de mon cœur, lui aussi inspiré des poèmes de Margot Lemire,,.

## Œuvres

### Recueils de poésie
- La Semeuse de perles (d) (préface de Jocelyne Saucier), Éditions du Quartz, 2017[18],[19],[20]
- Mon cœur jamais (d) – Éditions Meera, 1990[3]
- La Porte intime (d) - Éditions Meera
- Déparlures (d) – Éditions Meera, 1986

### Recueils de chroniques
- Les Mots qu’on relit (d) – Éditions Meera, 1989

### Ouvrages collectifs
- Amos littéraire, un parfum de centenaire (d), Éditions du Quartz, 2014[21]
- Contes, légendes et récits de l’Abitibi-Témiscamingue (d), Éditions Trois-Pistoles, 2012
- Nos Saisons (d) – Éditions du Quartz, 2011

### Pièces de théâtre
- Les malheureuses, 1985
- Lover time, 1980
- La terre n'est que le chemin coécrit avec Paul Ouellet, 2002[22]

### Autres textes
- La Motte, mon village en Abitibi, publié dans le magazine Vivre à la campagne, 2014[13],[14]
- Les 100 ans du Steinway pour le Centre d’études musical en sol mineur, 2006[22]
- Comme un vol d’outardes vers l’an 2000 (collectif de femmes), 1990[23]

## Prix et honneurs
- Hommage à l’Assemblée nationale du Québec par François Gendron député d’Abitibi-Ouest, 2017[24]
- Prix Membre honorifique, Conseil de la culture de l’Abitibi-Témiscamingue, 2014[3]
- Récipiendaire du concours «Mon village c’est le meilleur» organisé par la revue Vivre à la campagne pour le texte La Motte, mon village en Abitibi, 2011[13],[14]
- Prix littéraire de l’Abitibi-Témiscamingue pour son recueil de poésie Mon cœur jamais, 1989[3]
- Prix reconnaissance Thérèse-Pagé de la Commission des arts et de la culture de la Ville d’Amos, 2004[3],[4],[25]